# Błędy prognozy ex ante
Błędy prognozy ex ante są miarą dokładności prognoz statystycznych.
Do wyznaczenia mierników ex ante wykorzystuje się najczęściej błędy predykcji, tj.
{\displaystyle D_{t}=y_{t}-y_{t}^{p},}
gdzie:
{\displaystyle y_{t}} – zmienna losowa „możliwe realizacje zmiennej prognozowanej {\displaystyle Y} dla {\displaystyle t>n,}
{\displaystyle y_{t}^{p}} – zmienna losowa „możliwe prognozy zmiennej prognozowanej {\displaystyle Y} dla {\displaystyle t>n.}

## Rodzaje błędów ex ante dla predykcji punktowej
1. Obciążenie predykcji.
E(Dt)
Jego wartość określa nam o ile średnio, wyliczone prognozy, będą przeszacowane/niedoszacowane.
dla:
E(Dt) > 0 – prognozy niedoszacowane,
E(Dt) < 0 – prognozy przeszacowane.
2. Średni błąd predykcji
Wskazuje o ile średnio rzeczywiste wartości prognozowanej zmiennej będą się odchylać od wartości oszacowanych prognoz.
3. Względny błąd predykcji
{\displaystyle V_{D}t={\frac {a_{D}t}{y_{t}^{p}}}\cdot 100\%.}
Wskazuje jaki procent obliczonej prognozy wynosi średni błąd predykcji.

## Rodzaje błędów ex ante dla predykcji przedziałowej
1. Wiarygodność predykcji (prawdopodobieństwo spełnienia się prognozy) – oznacza procent trafnych prognoz przedziałowych.
2. Precyzja predykcji(połowa długości przedziału predykcji {\displaystyle I_{t}^{p}}) – określa maksymalny błąd prognozy przedziałowej (przy danym poziomie wiarygodności γ).
3. Względna precyzja predykcji wyznacza stosunek precyzji predykcji przedziałowej do prognozy punktowej.

Im krótszy przedział predykcji, tym użyteczniejsza prognoza.